# 三清茶

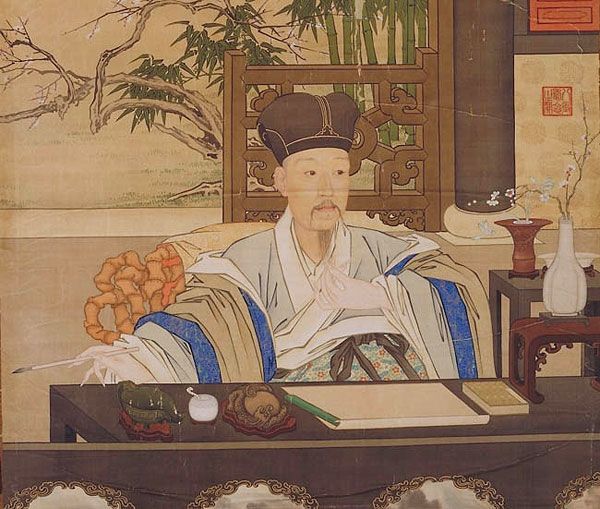
清朝乾隆皇帝

三清茶是清乾隆帝最为喜爱的的饮品，是以梅花、松实、佛手为料，用雪水泡制成的。“三清”是指三种泡茶的药材，乾隆在其诗《三清茶》后注曰：“以雪水沃梅花、松实、佛手啜之，名曰三清”。乾隆爱此茶，不仅因为三清茶色、香、味清绝宜人，还可能是因乾隆认为三清各为清高节操之象征。
乾隆帝还数次举办“三清茶宴”，目的在于“示惠联情”，自乾隆八年起固定在重华宫，因此也称重华宫茶宴。“三清茶宴”于每年正月初二至初十间择日举行，参加者多为词臣，大学士、九卿及内廷翰林。每次举行时，须择一宫廷时事为主题，群臣联句吟咏。
另有专为品饮此茗而御制的三清茶碗，样式是乾隆亲自制定。